# Cesare de' Giacomelli
Cesare de' Giacomelli (falecido em 1577) foi um prelado católico romano que serviu como bispo de Belcastro (1553–1577).

## Biografia
A 23 de janeiro de 1553, Cesare de' Giacomelli foi nomeado Bispo de Belcastro durante o papado de Júlio III. Serviu como Bispo de Belcastro até à sua morte em 1577 em Roma.
Enquanto bispo, foi o consagrador principal de Feliciano Capitone, arcebispo de Avignon (1566); e o co-consagrador principal de Giovanni Battista Ansaldo, Bispo de Cariati e Cerenzia (1576), e Giovanni Bernardino Grandopoli, Bispo de Lettere-Gragnano (1576).